# Аксайське міське поселення
Аксайське міське поселення — муніципальне утворення в Аксайському районі Ростовської області Росія.
Адміністративний центр поселення — місто Аксай.
Населення — 41969 осіб (2010 рік).

## Адміністративний устрій
До складу Аксайського міського поселення входить 1 населений пункт:
- місто Аксай.

## Пам'ятки

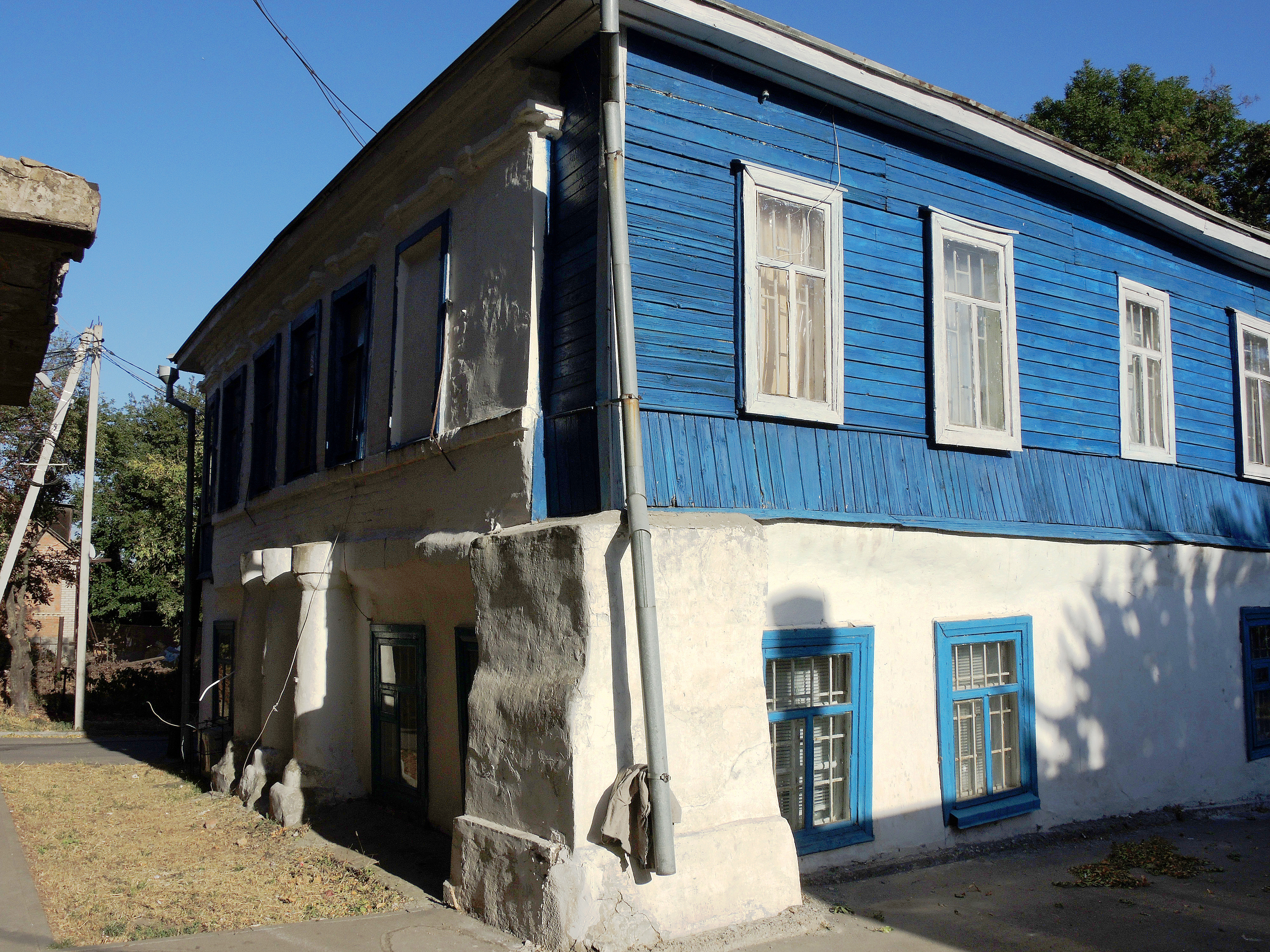
«Будинок Суворова»

- Митна застава XVIII сторіччя. Музейний комплекс з експонатами побуту митників, зразками зброї, картами, старовинними рукописами.
- «Військово-історичний комплекс імені Н. Д. Гулаева» на території природоохоронного комплексу «Мухина балка» з тунелями, радянською й російською військовою технікою (1998). Підземна споруда — командний пункт Північно-Кавказького військового округу.
- Музей «Поштова станція XIX сторіччя». Тут зупинялися Олександр Грибоєдов, Михайло Лермонтов, Микола Раєвський, Олександр Пушкін, Лев Толстой, Петро Чайковський та інші. Комплекс будівель музею входить до складу Айскайського військово-історичного музею.
- Меморіальний комплекс під назвою «Переправа» в пам'ять про воїнів полеглих тут у німецько-радянській війні.
- Кобяково городище з залишками поселень сарматів, половців, татар й русів[3].
- Айскайський військово-історичний музей. В музеї зібрана військова техніка початку XX сторіччя: ракети, автомобілі, гармати, літаки, танки, військові катери та інше[4].
- Фортеця Аксая. Фортеця з митною заставою XVIII сторіччя — пам'ятник військово-фортифікаційної архітектури, входить до складу Айскайського військово-історичного музею. Земляна фортеця 1763 року була частиною ростовської фортеці Дмитра Ростовського.
- Храм на честь ікони Божої Матері «Одигитрія» (XIX сторіччя).
- Військово-історичний музей середини XX сторіччя «Будинок Суворова». До складу музею входить сім будівель, пов'язаних з перебуванням тут діячів культури. Олександр Васильович Суворов провів тут зиму 1783—1784 років.